# Lý Thành Mĩ
Lý Thành Mĩ (chữ Hán: 李成美, bính âm: Li Chengmei, ? - 12 tháng 2 năm 840) là hoàng thái tử dưới thời nhà Đường trong lịch sử Trung Quốc. Ông giữ ngôi thái tử từ năm 839 đến năm 840 dưới thời thúc phụ Đường Văn Tông Lý Ngang và cuối cùng bị bức hại.
Sử sách không ghi rõ thời gian Lý Thành Mĩ chào đời, nhưng cho biết anh ông là Lý Phổ sinh năm 824, phụ thân là Đường Kính Tông Lý Đam bị giết năm 827, nên năm sinh của ông nằm giữa hai mốc thời gian này.
Lý Thành Mĩ là con trai út của Đường Kính Tông Lý Đam, vua thứ 14 của nhà Đường, sử sách không cho biết mẹ ông là ai. Đường Kính Tông bị giết năm 827 và kế nhiệm là thúc phụ của Thành Mĩ, Đường Văn Tông Lý Ngang. Năm 837, Thành Mĩ cùng các anh em (huynh trưởng Lý Phổ đã chết năm 828) đều được phong tước vương, trong đó ông được phong làm Trần vương.
Sau khi con trai Văn Tông là thái tử Lý Vĩnh qua đời, Dương Hiền phi đề nghị lập em trai của Văn Tông là Yên vương Lý Dung làm hoàng thái đệ. Văn Tông đem việc này ra bàn luận với các tể tướng và tể tướng Lý Giác phản đối. Cuối cùng Văn Tông quyết định phong Lý Thành Mĩ làm hoàng thái tử.
Năm 840, Văn Tông lâm bệnh nặng, sai các hoạn quan Lưu Hoằng Dật và Tiết Quý Lăng triệu tể tướng Dương Tư Phục, Lý Giác vào cung phó thác thái tử Thành Mĩ. Các hoạn quan đang lộng quyền là Cừu Sĩ Lương và Ngưu Hoằng Chí không ủng hộ ông mà muốn lập người khác. Chúng giả lệnh Văn Tông, triệu hoàng đệ Dĩnh vương Triền vào cung lập làm hoàng thái đệ, lấy cớ thái tử Thành Mĩ còn nhỏ, lại giáng là Trần vương. Ngày 10 tháng 2, Văn Tông băng. Ngày 12 tháng 2, Thái đệ theo đề nghị của bọn Sĩ Lương, ép Lý Thành Mĩ cùng Yên vương Lý Dung và Dương Hiền phi phải tự tử. Không rõ năm đó ông bao nhiêu tuổi.
Theo Cựu Đường thư, quyển 175 thì con trai thứ 19 của Lý Thành Mĩ là Lý Nghiễm được phong làm Tuyên Thành quận vương. Tuy nhiên, các sử gia nghi ngờ thân phận của Lý Nghiễm vì Nghiễm được phong tước vương năm 839, khi ấy Thành Mĩ nhiều nhất chỉ tới 15 tuổi, mà 15 tuổi có 19 người con là chuyện không tưởng. Sử gia đời nhà Thanh là Thẩm Bỉnh Chấn nghi ngờ Lý Nghiễm không phải con của Thành Mĩ mà là con của Lý Quỹ (cũng mang tước Trần vương) và là cháu nội Đường Tuyên Tông Lý Thầm. Tuy nhiên đó cũng chỉ là một phỏng đoán không có bằng chứng xác thực.